# Речной бронекатер

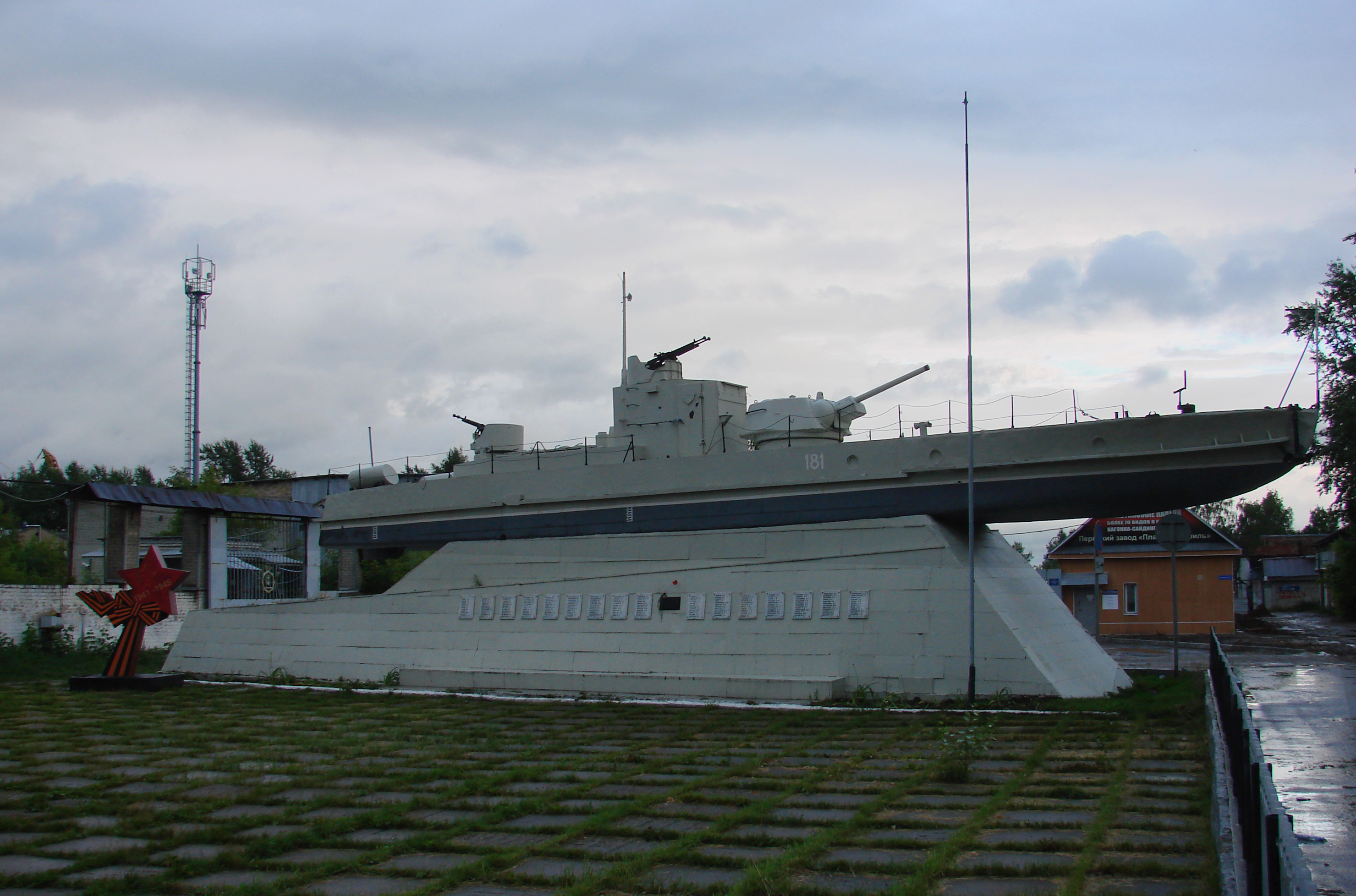
Бронекатер проекта 1125 № 454 в Перми.

Речной бронекатер — артиллерийский или ракетный катер, предназначенный нести боевую службу на реках, озёрах и в ближней морской зоне. В перечень задач бронекатеров входит: патрулирование, охрана водных рубежей, борьба с малоразмерными судами противника, защита береговых стационарных и плавучих гидротехнических объектов и сооружений, содействие десантным и пограничным группам, обеспечение безопасности мореплавания, а также содействие в вопросах разведки, доставки и снабжения. При необходимости катер способен атаковать и такие объекты, как бункеры, здания, мосты, автотранспорт, легковооружённые боевые машины.
Наибольшее распространение данный вид речных судов получил в Российской империи и в СССР. Впервые корабли такого типа были построены в 1916 году по заказу военного министерства Российской империи.. Это были бронекатера типа «Д» и бронекатера типа «Н». А самым распространенным типом стал малый речной бронекатер проекта 1125, который был построен в 1937—1947 годах в СССР в количестве 203 экземпляров. Одновременно с ним строились и более крупные Бронекатера проекта 1124, которых было построено 99 штук.
В настоящее время на Украине производятся речные бронекатера проекта 58150 «Гюрза», которые используются в береговой охране Узбекистана (выпущено 2 шт.) и бронекатера проекта 58155 для ВМС Украины, которые были выпущены в количестве 7 экземпляров .